# Gutenbergia petersii
Gutenbergia petersii là một loài thực vật có hoa trong họ Cúc. Loài này được Steetz mô tả khoa học đầu tiên năm 1864.